# Baengnyeong
Baengnyeong (en coreano: 백령도)  es una isla de 45,8 kilómetros cuadrados en el condado de Ongjin, Incheon, en Corea del Sur, ubicada cerca de la Línea fronteriza Norte En el Acuerdo de Armisticio de 1953 que puso fin a la guerra de Corea se especifica que cinco islas cercanas, incluyendo Baengnyeong permanecerían bajo el mando de las Naciones Unidas y control de Corea del Sur. Este acuerdo fue firmado por ambas Coreas con el auspicio de las Naciones Unidas. Desde entonces, sirve como una delimitación marítima entre Corea del Norte y Corea del Sur en el mar Amarillo. Tiene una población de aproximadamente 4.329 habitantes.
Dada su proximidad a Corea del Norte, ha servido como base para la actividad de inteligencia por la República de Corea. Muchos desertores de Corea del Norte también han embarcado aquí para escapar de las condiciones económicas y políticas en su tierra natal. En los últimos años ha habido varios enfrentamientos navales entre los dos países en la zona.

## Geografía
Baengnyeongdo está ubicada más cerca de Corea del Norte que del sur. Se encuentra a 191.4 km (118.9 mi) al noroeste de Incheon, en el territorio continental de Corea del Sur. Tiene una superficie de 46.3 km² (17.9 mi²) y una línea costera de 52.4 km (32.6 mi). Es la 14.ª isla más grande de Corea del Sur.
La isla estuvo una vez conectada al continente como parte de una península durante el Último Período Glacial. La porción actual permaneció sobre el nivel del mar después de que subieran los niveles del agua.
La isla no posee ríos significativos; estos solo se forman durante la temporada de monzones de verano. La costa de la isla es rocosa, y hay planicies mareales en la costa sureste.

El cabo Changsan, en Ryongyon, Corea del Norte, puede verse desde Baengnyeong en días despejados.

Mapa de localización

## Clima
| Parámetros climáticos promedio de Baengnyeong (1991-2020) | Parámetros climáticos promedio de Baengnyeong (1991-2020) | Parámetros climáticos promedio de Baengnyeong (1991-2020) | Parámetros climáticos promedio de Baengnyeong (1991-2020) | Parámetros climáticos promedio de Baengnyeong (1991-2020) | Parámetros climáticos promedio de Baengnyeong (1991-2020) | Parámetros climáticos promedio de Baengnyeong (1991-2020) | Parámetros climáticos promedio de Baengnyeong (1991-2020) | Parámetros climáticos promedio de Baengnyeong (1991-2020) | Parámetros climáticos promedio de Baengnyeong (1991-2020) | Parámetros climáticos promedio de Baengnyeong (1991-2020) | Parámetros climáticos promedio de Baengnyeong (1991-2020) | Parámetros climáticos promedio de Baengnyeong (1991-2020) | Parámetros climáticos promedio de Baengnyeong (1991-2020) |
| Mes                                                       | Ene.                                                      | Feb.                                                      | Mar.                                                      | Abr.                                                      | May.                                                      | Jun.                                                      | Jul.                                                      | Ago.                                                      | Sep.                                                      | Oct.                                                      | Nov.                                                      | Dic.                                                      | Anual                                                     |
| --------------------------------------------------------- | --------------------------------------------------------- | --------------------------------------------------------- | --------------------------------------------------------- | --------------------------------------------------------- | --------------------------------------------------------- | --------------------------------------------------------- | --------------------------------------------------------- | --------------------------------------------------------- | --------------------------------------------------------- | --------------------------------------------------------- | --------------------------------------------------------- | --------------------------------------------------------- | --------------------------------------------------------- |
| Temp. máx. abs. (°C)                                      | 9.4                                                       | 15.5                                                      | 17.3                                                      | 23.7                                                      | 28.1                                                      | 30.0                                                      | 33.5                                                      | 33.2                                                      | 29.9                                                      | 25.6                                                      | 20.3                                                      | 13.8                                                      | 33.5                                                      |
| Temp. máx. media (°C)                                     | 1.2                                                       | 2.8                                                       | 7.1                                                       | 13.0                                                      | 18.7                                                      | 22.9                                                      | 25.4                                                      | 26.9                                                      | 23.5                                                      | 17.7                                                      | 10.6                                                      | 3.8                                                       | 14.5                                                      |
| Temp. media (°C)                                          | -1.3                                                      | 0.0                                                       | 3.8                                                       | 9.1                                                       | 14.5                                                      | 19.0                                                      | 22.3                                                      | 23.8                                                      | 20.1                                                      | 14.7                                                      | 7.9                                                       | 1.2                                                       | 11.3                                                      |
| Temp. mín. media (°C)                                     | −3.4                                                      | −2.2                                                      | 1.3                                                       | 6.0                                                       | 11.1                                                      | 16.1                                                      | 19.9                                                      | 21.5                                                      | 17.8                                                      | 12.3                                                      | 5.5                                                       | −1.1                                                      | 8.7                                                       |
| Temp. mín. abs. (°C)                                      | -17.4                                                     | -15.3                                                     | -7.7                                                      | 0.5                                                       | 5.0                                                       | 7.3                                                       | 13.0                                                      | 14.1                                                      | 10.7                                                      | 2.1                                                       | -3.9                                                      | -11.3                                                     | -17.4                                                     |
| Precipitación total (mm)                                  | 13.3                                                      | 17.4                                                      | 18.2                                                      | 47.5                                                      | 74.3                                                      | 72.0                                                      | 201.0                                                     | 158.5                                                     | 90.6                                                      | 31.0                                                      | 41.9                                                      | 21.6                                                      | 787.3                                                     |
| Días de lluvias (≥ 1 mm)                                  | 7.4                                                       | 4.8                                                       | 5.3                                                       | 6.9                                                       | 8.1                                                       | 10.0                                                      | 13.9                                                      | 11.1                                                      | 6.7                                                       | 5.0                                                       | 8.5                                                       | 9.9                                                       | 97.6                                                      |
| Días de nevadas (≥ 1 mm)                                  | 11.0                                                      | 6.2                                                       | 2.3                                                       | 0.1                                                       | 0.0                                                       | 0.0                                                       | 0.0                                                       | 0.0                                                       | 0.0                                                       | 0.2                                                       | 3.2                                                       | 12.3                                                      | 35.3                                                      |
| Horas de sol                                              | 139.9                                                     | 166.6                                                     | 216.9                                                     | 219.3                                                     | 239.6                                                     | 191.0                                                     | 136.7                                                     | 189.6                                                     | 212.4                                                     | 217.6                                                     | 146.7                                                     | 117.3                                                     | 2193.6                                                    |
| Humedad relativa (%)                                      | 63.4                                                      | 63.0                                                      | 65.5                                                      | 65.7                                                      | 70.1                                                      | 80.2                                                      | 88.0                                                      | 83.7                                                      | 75.9                                                      | 67.8                                                      | 64.7                                                      | 63.8                                                      | 71                                                        |
| Fuente n.º 1: 기상청                                      |                                                           |                                                           |                                                           |                                                           |                                                           |                                                           |                                                           |                                                           |                                                           |                                                           |                                                           |                                                           |                                                           |
| Fuente n.º 2: 기상청                                      |                                                           |                                                           |                                                           |                                                           |                                                           |                                                           |                                                           |                                                           |                                                           |                                                           |                                                           |                                                           |                                                           |